# رأی‌گیری امتیازی

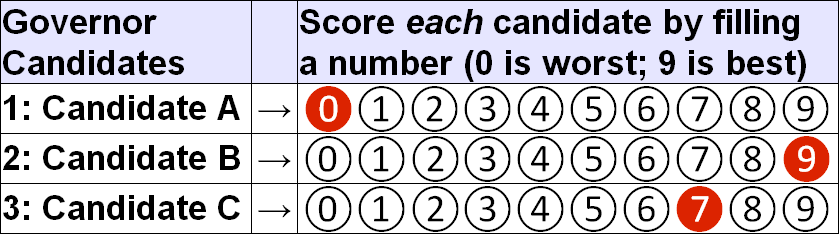
برگهٔ رأی امتیازی: رأی‌دهنده به همهٔ نامزدان امتیاز می‌دهد

رأی‌گیری امتیازی نوعی نظام رأی‌گیری تک‌برنده است که در آن رأی‌دهندگان به هر نامزد امتیاز می‌دهند. امتیازها جمع شده یا میانگینشان گرفته می‌شود و هر نامزدی که بالاترین امتیاز را کسب کرد برنده خواهد شد.
در اسپارت باستان با سنجش بلندی فریادهای جمعیت برای هر نامزد، به نحوی از این شیوهٔ رأی‌گیری استفاده می‌کردند. امروزه در برخی از نمایش‌های تلویزیونی، از شیوهٔ مشابه یعنی سنجش بلندی کف زدن (دست زدن) استفاده می‌شود. از همین تکنیک برای رده‌بندی فیلم‌ها در آی‌ام‌دی‌بی و کتاب‌ها و هتل‌ها و رستوران‌ها در سایر سایت‌های اینترنی استفاده می‌شود. همچنین داوری برخی رشته‌ها در بازی‌های المپیک بدین روش انجام می‌گیرد. مثلا در مسابقات شیرجه معمولاً سه داور وجود دارند که به عملکرد شیرجه‌زن نمره‌ای بین ۰ تا ۱۰ می‌دهند (نیم‌نمره مثلاً ۶٫۵ نیز مجاز است). سپس مجموع نمرات در ضریب سختی نوع شیرجه ضرب می‌شود و امتیاز شیرجه‌زن محاسبه می‌شود. گاه از پنج داور استفاده می‌شود و بیشترین و کمترین نمره قبل از محاسبه امتیاز حذف می‌شود. در مسابقات بین‌المللی شیرجه گاه، هفت تا نه داور به قضاوت می‌نشینند و فقط ۵ امتیاز میانی لحاظ می‌شود و در انتها امتیاز را در ۰٫۶ نیز ضرب می‌کنند تا استاندارد شود (گویی سه داور حضور داشته‌اند).
رأی‌گیری امتیازی معیارهای یکنوایی و استقلال از گزینه‌های نامربوط را برآورده می‌کند.
دست‌کم سه ایراد به رأی‌گیری امتیازی گرفته‌اند:
1. رأ‌ی‌دهی با این روش نیازمند ارزیابی دقیق همهٔ نامزدان است. حتی تعیین جایگاه نسبی نامزدها نسبت به یکدیگر (آنچه در انتخابات ترجیحی انجام می‌گیرد) کافی نیست، بلکه باید نمرهٔ هر نامزد سنجیده شود.
2. رأی‌دهندگان برداشت یکسانی از امتیازها ندارند. معلوم نیست که نمرهٔ ۷ از ۱۰ نزد رأی‌دهندهٔ الف همان معنایی را داشته باشد که نزد رأی‌دهندهٔ ب دارد. در مسابقات ورزشی، داورها قبل از قضاوت آموزش می‌بینند و ملزمند از معیارهایی مشخص تبعیت کنند، اما نمی‌توان از رأی‌دهندگان در انتخابات انتظار آموزش دیدن داشت.
3. این شیوه به راحتی در معرض رأی‌دهی تاکتیکی است: رأی‌دهنده می‌تواند به‌راحتی به رقبای قوی و بالقوهٔ نامزد محبوبش، امتیازی کمتر از آنچه لایقش هستند بدهد و به این ترتیب به آن‌ها ضرر برساند.[۳]